# Orthotrichia disparalis
Orthotrichia disparalis är en nattsländeart som beskrevs av Wells 1984. Orthotrichia disparalis ingår i släktet Orthotrichia och familjen smånattsländor. Artens utbredningsområde är Australien. Inga underarter finns listade i Catalogue of Life.